# جائحة فيروس كورونا في كولومبيا البريطانية
جائحة فيروس كورونا في كولومبيا البريطانية 2020 هي جزء من الجائحة الفيروسية العالمية الجارية التي بدأت عام 2019 وتستمر في 2020، وكان السبب في هذه الجائحة هو مرض فيروس كورونا 2019 (كوفيد-19)، وهو عبارة عن مرض مُعْدٍ مُكْتَشَف حديثًا يسببه فيروس كورونا المرتبط بالمتلازمة التنفسية الحادة الشديدة النوع 2 (سارس-كوف-2). وفي 28 يناير 2020، أصبحت كولومبيا البريطانية ثاني مقاطعة في كندا تظهر فيها حالة مؤكدة للمرض. وسجَّلَت الولاية في 5 مارس أول حالة إصابة لم يعرف مصدر وصول الفيروس إليها في كندا. وبحلول 25 مارس، أعلن مركز كولومبيا البريطانية للتحكم بالأمراض أن هناك 884 حالة إصابة مؤكدة، و396 حالة تعافٍ، بالإضافة إلى 17 حالة وفاة. كما بلغ عدد الخاضعين لفحص الإصابة بالفايروس 36,643 مواطنًا بحلول تاريخ 27 مارس.
واتُّخِذَت الكثير من التدابير الطارئة لتقليل حجم انتشار الفيروس، وتضمنت تلك التدابير التأكيد على وجوب الإبعاد الاجتماعي والعزل الصحي الذاتي لمن تظهر عليهم أعراض المرض. وفي 23 مارس، أعلن رئيس الحكومة جون هورغان(John Horgan) عن تفاصيل خطة الإغاثة الطارئة التي ستُطَبَّق في كافة مناطق المقاطعة، وتضمَّنَت تلك الخطة دعم دخل الأفراد، وإعفاءات ضريبيّة وتمويل مباشر يهدف إلى تخفيف الآثار الاقتصادية للجائحة.

## خلفية
في 12 يناير 2020، أكدت منظمة الصحة العالمية عن ظهور فيروس كورونا المستجد كسبب للمرض التنفسي الذي أصاب مجموعة من الأشخاص في مدينة ووهان، مقاطعة خوبي، الصين، إذ أُبلغ عنهم إلى منظمة الصحة العالمية في 31 ديسمبر 2019. كانت نسبة الوفيات بين الحالات المُشخصة بكوفيد-19 أقل بكثير من جائحة فيروس سارس في عام 2003، لكن انتقال العدوى كان أكبر، والوفيات أيضًا.

## الإدارة

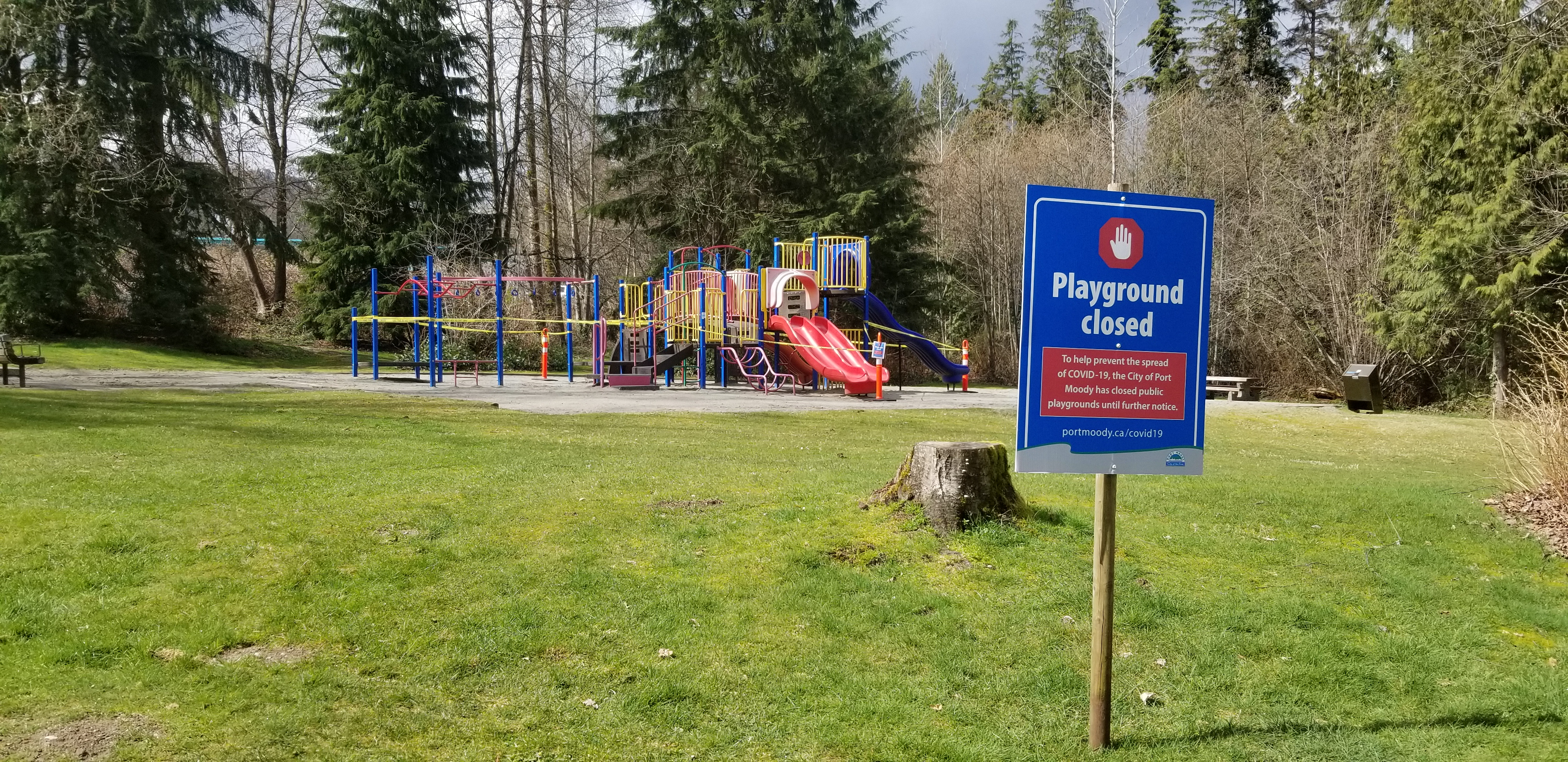
ملعب أطفال في مدينة بورت مودي وهو في حالة إغلاق مع وجود علامة تحذيرية تخبر القادمين أن الملعب مغلق لمنع ازدحام الناس بهدف منع انتشار فيروس كوفيد-19.

بدأت كولومبيا البريطانية بتوفير أداة عبر الإنترنت يستطيع الأشخاص من خلالها تشخيص أنفسهم إن كانوا مصابين أم لا.
أُعْلِنَت حالة الطواريء الصحية العامة في المقاطعة في 17 مارس 2020. وفي 18 مارس، أعلن وزير الصحة العامة مايك فارنوورث (Mike Farnworth) تطبيق قانون الطواريء على مستوى المقاطعة. وأعلنت عدة بلديات في مقاطعة مترو فانكوفر الإقليمية عن حالة الطواريء المحلية، وتتضمن تلك البلديات ما يلي: فانكوفر، ونيو ويستمينيستر، وديلتا، وسوري، وريتشموند.
وفي 19 مارس، قامت لجنة إدارة الإسكان في كولومبيا البريطانية بإيقاف العمل بقانون طرد المتأخرين عن الدفع من الإسكانات الحكومية.

### تدابير الطواريء
حُظِرت التجمّعات التي تزيد عن 50 شخصًا، بالإضافة إلى الإغلاق الإجباري للحانات والنوادي الليلية. أما المطاعم والمقاهي، فقد سُمِح لها في باديء الأمر أن تبقى مفتوحةً طالما استطاع الموظفون الحفاظ على المسافة الجسدية بينهم وبين الزبائن. ولكن في 20 مارس، أصدرت مديرة شؤون الصحة الإقليمية بوني هنري(Bonnie Henry) أمرًا بإغلاق جميع المؤسسات التي تقدم الطلبات الداخلية للطعام. وفي 21 مارس، أصدرت المديرة بوني أمرًا بإغلاق جميع المؤسسات التي تقدم الخدمات الشخصية، مثل المنتجعات الصحية، وصالونات التجميل والعناية بالشعر، وصالونات الوشم، والإغلاق سيستمر لفترة قصيرة لم تحدد. وهناك
الكثير من المدن التي أغلقت ملاعب الأطفال العامة، تلك المدن تضم فانكوفر، وديلتا، وكوكويتلام، وبورت كوكويتلام، وبورت مودي.
وهناك عدد كبير من قطاعات العمل التي قامت -بشكل تطوّعي- بتقليل عدد ساعات العمل أو إغلاق معارضها. كما أن العديد
من المؤسسات انتقلت إلى العمل من خلال الهاتف والإنترنت.

## التسلسل الزمني للأحداث
تسجيل أول إصابة مؤكدة في كولومبيا البريطانية في 28 يناير 2020. وكانت الإصابة لشخص عائد من ووهان وبدأ ظهور الأعراض عليه في 26 يناير، وبدأ بعدها مباشرة بالعزل المنزلي.
تسجيل أول إصابة مؤكدة في المنطقة الداخلية من المقاطعة في 14 فبراير. وكانت لشخص عائد حديثًا من الصين كما أنه كان يعزل نفسه بالفعل بعد عودته من السفر.
تسجيل أول إصابة في منطقة مديرية فريزر(Fraser) الصحية في 20 فبراير. وكانت هذه أول حالة يكون المصاب فيها عائدًا من إيران. وقد بدأ المصاب عزلًا شخصيًا مباشرةً.
تسجيل أول حالتيْ إصابة في مركز رعاية كبار السن في حَيّ لين فالي(Lynn Valley) في مدينة فانكوفر الشمالية بتاريخ 7 مارس. حيث أن إحدى الإصابتين كانت كانت لأحد كبار السن القاطنين في المركز، أما الإصابة الأخرى كانت لأحد الموظفين العاملين فيه، ويُعْتَقَد أن الأخير هو الحالة الأولى في كندا التي لم يُعرَف كيفية وصول المرض إليها. وأصبح مركز الرعاية الآنف ذكره أكثر أماكن تفشي المرض في كندا بتسجيله 16 حالة إصابة مؤكدة، كما أنه من المحتمل وجود علاقة بينه وبين إصابات حصلت في مركز آخر لكبار السن في مدينة فانكوفر الشمالية، وإصابات أخرى في أحد مستشفيات المدينة ذاتها.
وفي 7 مارس، سُجِّلَت أول حالتي إصابة في كولومبيا البريطانية لشخصين عادا إلى كندا بعد سفرهما على متن سفينة الأميرة الكبرى، ووُضِعَت الحالتان في المشفى.
وفي 9 مارس، أدى تفشي المرض في مركز رعاية المسنين في حيّ لين فالي إلى حدوث أول حالة وفاة في كندا. وكان المتوفّى رجلًا ثمانينيًّا لديه عدة حالات مرضية مسبقًا. وفي 17 مارس، أُعْلِنَت 3 حالات وفاة أخرى: اثنتان منهما في مركز رعاية المسنين في لين فالي، والآخر كان في أحد المستشفيات في منطقة مديرية فريزر الصحية. كما أعلِن عن وفاة أخرى في مركز رعاية لين فالي بتاريخ 19 مارس.
وفي 18 مارس، سُجِّلَت 45 إصابة إضافية في كولومبيا البريطانية، مما رفع العدد الإجمالي إلى 231 إصابة مؤكدة. وفي 19 مارس، سجلت 40 إصابة جديدة أخرى، إضافةً إلى 77 إصابة أخرى سجلَت في 20 مارس، و76 إصابة في 21 مارس ليصبح عدد المصابين الكلي 424 مصابًا.
وفي 23 مارس، أعلن مركز كولومبيا البريطانية للتحكم بالأمراض أن هناك 100 مصاب تماثلوا للشفاء من الفيروس. كما أعلن المركز أن عدد الحالات الإجمالي في الولاية وصل إلى 472 حالة مؤكدة. وفي 24 مارس، ارتفعت الحالات المؤكدة لتصل إلى 617 حالة. ولكن من ناحية أخرى، فقد ارتفع عدد المتعافين ليصبح 173 حالة تعافٍ. وفي 25 مارس، ارتفع عدد الحالات المؤكدة ليصبح 659 حالة، وارتفعت حالات الوفاة لتصبح 14 حالة، ووصلت أعداد المتعافين إلى 183 حالة تعافٍ.
وفي 27 مارس، سُجِّلَت 67 حالة جديدة، مما رفع إجمالي الحالات ليصل إلى 792 حالة مؤكدة. كما تأكدت حالَتَا
وفاة في منطقة فانكوفر الساحلية. وفي المقابل، ارتفعت أعداد المتعافين لتصل إلى 275 حالة تعافٍ. وفي 28 مارس،
سٌجِّلَت 92 حالة إضافية في المقاطعة، مما أوصل إجمالي الحالات إلى 884 حالة. بالإضافة إلى حالة وفاة جديدة
حسب ما قالته الهيئات الصحية. كما وصل عدد المتعافين إلى 396 حالة.

## أعداد المصابين في كل منطقة إدارة صحية
وصل المرض إلى جميع مناطق الإدارة الصحية في كولومبيا البريطانية. وفي ما يلي أعداد المصابين لكل إدارة صحية كما يلي:
| الحالات المصابة بمرض فيروس كورونا 2019(كوفيد-19) في كولومبيا البريطانية تم تحديث البيانات في 28 مارس 2020 | الحالات المصابة بمرض فيروس كورونا 2019(كوفيد-19) في كولومبيا البريطانية تم تحديث البيانات في 28 مارس 2020 | الحالات المصابة بمرض فيروس كورونا 2019(كوفيد-19) في كولومبيا البريطانية تم تحديث البيانات في 28 مارس 2020 |
| اسم الإدارة الصحية                                                                                        | عدد الحالات المصابة                                                                                       | |
| --- | --- | --- |
| فانكوفر الساحلية                                                                                          | 444 | |
| فريزر | 291 | |
| أيلاند | 77 | |
| الإدارة الداخلية                                                                                          | 60 | |
| الإدارة الشمالية                                                                                          | 12 | |

والجدير بالذكر هنا هو أن هناك 396 حالة من الحالات السابقة تَمَاثَلَت للشفاء.

## البيانات الرسومية
| التاريخ    | المصابون | المصابون | المصابون | الوفيات | الوفيات | الوفيات | المتعافون | المتعافون | المتعافون |
| التاريخ    | جديد     | إجمالي   | التغير   | جديد    | إجمالي  | التغير  | جديد      | إجمالي    | التغير    |
| ---------- | -------- | -------- | -------- | ------- | ------- | ------- | --------- | --------- | --------- |
| 2020-01-28 | 1        | 1        |          |         |         |         |           |           |           |
| 6 days     | 0        | 1        |          |         |         |         |           |           |           |
| 2020-02-04 | 1        | 2        | 100%     |         |         |         | 1         | 1         |           |
| 2020-02-05 | 0        | 2        | 0%       |         |         |         | 0         | 1         |           |
| 2020-02-06 | 2        | 4        | 100%     |         |         |         | 3         | 4         | 300%      |
| 2020-02-14 | 1        | 5        | 25%      |         |         |         | 0         | 4         |           |
| 5 days     | 0        | 5        |          |         |         |         | 0         | 4         |           |
| 2020-02-20 | 1        | 6        | 20%      |         |         |         | 0         | 4         |           |
| 3 days     | 0        | 6        |          |         |         |         | 0         | 4         |           |
| 2020-02-24 | 1        | 7        | 17%      |         |         |         | 0         | 4         |           |
| 6 days     | 0        | 7        |          |         |         |         | 0         | 4         |           |
| 2020-03-02 | 1        | 8        | 14%      |         |         |         | 0         | 4         |           |
| 2020-03-03 | 4        | 12       | 50%      |         |         |         | 0         | 4         |           |
| 2020-03-04 | 1        | 13       | 8.3%     |         |         |         | 0         | 4         |           |
| 2020-03-06 | 8        | 21       | 62%      |         |         |         | 0         | 4         |           |
| 2020-03-07 | 6        | 27       | 29%      |         |         |         | 0         | 4         |           |
| 2020-03-08 | 0        | 27       | 0%       |         |         |         | 0         | 4         |           |
| 2020-03-09 | 5        | 32       | 19%      |         |         |         | 0         | 4         |           |
| 2020-03-10 | 7        | 39       | 22%      | 1       |         |         | 0         | 4         |           |
| 2020-03-11 | 7        | 46       | 18%      | 0       | 1       |         | 0         | 4         |           |
| 2020-03-12 | 7        | 53       | 15%      | 0       | 1       |         | 0         | 4         |           |
| 2020-03-13 | 11       | 64       | 21%      | 0       | 1       |         | 0         | 4         |           |
| 2020-03-14 | 9        | 73       | 14%      | 0       | 1       |         | 0         | 4         |           |
| 2020-03-15 | 0        | 73       | 0%       | 0       | 1       |         | 0         | 4         |           |
| 2020-03-16 | 30       | 103      | 41%      | 3       | 4       | 300%    | 1         | 5         | 25%       |
| 2020-03-17 | 83       | 186      | 81%      | 3       | 7       | 75%     | 0         | 5         |           |
| 2020-03-18 | 45       | 231      | 24%      | 0       | 7       |         | 0         | 5         |           |
| 2020-03-19 | 40       | 271      | 17%      | 1       | 8       | 14%     | 0         | 5         |           |
| 2020-03-20 | 77       | 348      | 28%      | 1       | 9       | 12%     | 1         | 6         | 20%       |
| 2020-03-21 | 76       | 424      | 22%      | 1       | 10      | 11%     | 0         | 6         |           |
| 2020-03-22 | 48       | 472      | 11%      | 3       | 13      | 30%     | 0         | 6         |           |
| 2020-03-23 | 67       | 539      | 14%      | 0       | 13      |         | 94        | 100       | 1567%     |
| 2020-03-24 | 78       | 617      | 14%      | 0       | 13      |         | 73        | 173       | 73%       |
| 2020-03-25 | 42       | 659      | 6.8%     | 1       | 14      | 8%      | 10        | 183       | 5.7%      |
| 2020-03-26 | 66       | 725      | 10%      | 0       | 14      |         | 3         | 186       | 1.6%      |
| 2020-03-27 | 67       | 792      | 9.2%     | 2       | 16      | 14%     | 89        | 275       | 48%       |
| 2020-03-28 | 92       | 884      | 12%      | 1       | 17      | 9%      | 121       | 396       | 44%       |

ملاحظة: الرسومات السابقة تستند إلى أرقام صادرة من مكاتب الصحة الرسمية، وهذه الأرقام لا تتضمن الحالات غير المبلغ عنها. وسجلت حالات التعافي في أول تاريخ أعلن عنها من المكاتب الرسمية. مصادر الأرقام في الرسومات السابقة:

## روابط خارجية
- الموقع الرسمي لجائحة مرض فيروس كورونا 2019 في كولومبيا البريطانية
- مخطط لعدد الإصابات اليومية الجديدة بالمرض في كولومبيا البريطانية